# Bedewla
Bedewla (ukr. Бедевля) – wieś na Ukrainie w rejonie tiaczowskim obwodu zakarpackiego. Liczy około 3971 mieszkańców. Siedziba silskiej rady.

## Galeria

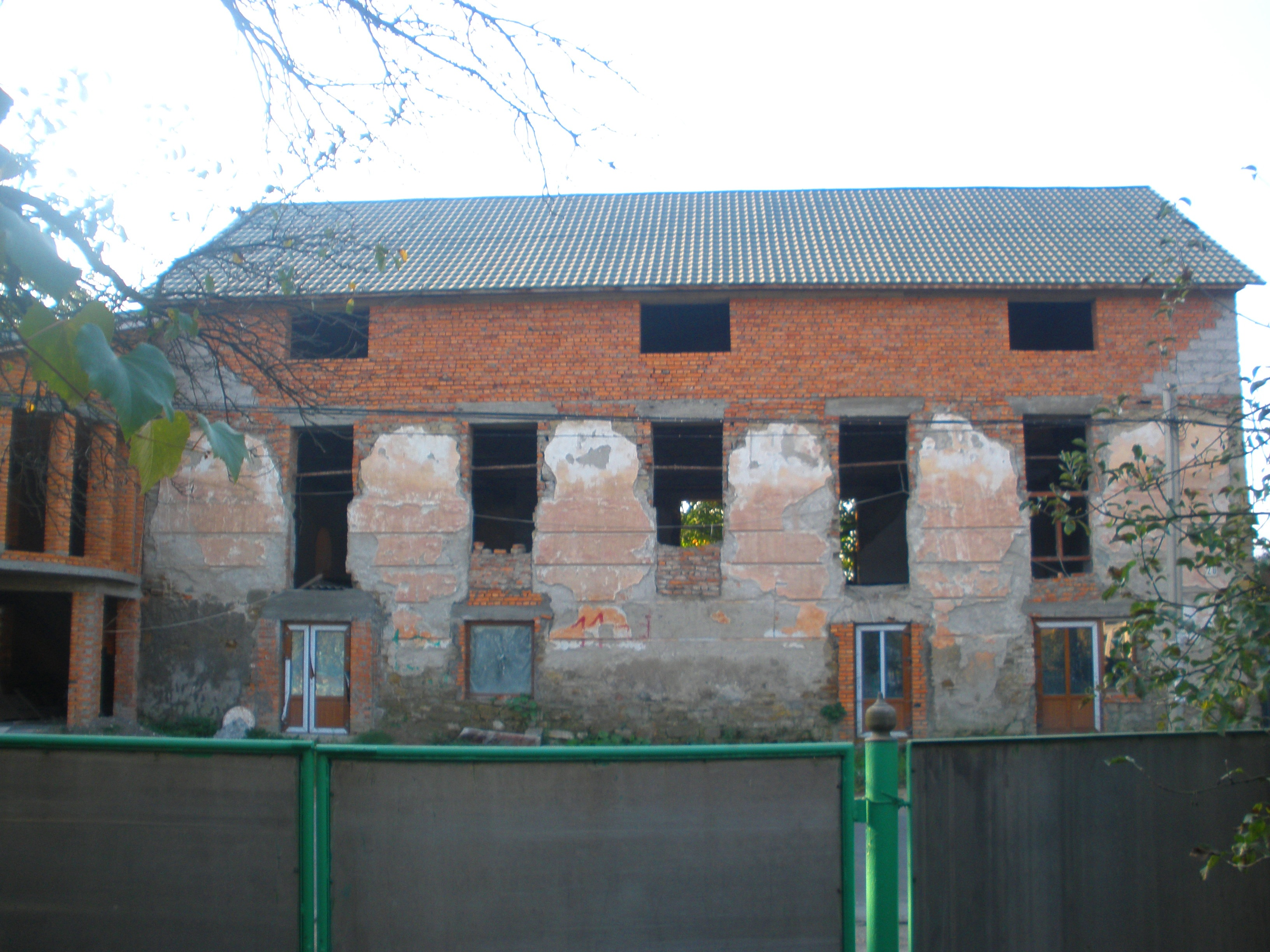
Dawna synagoga
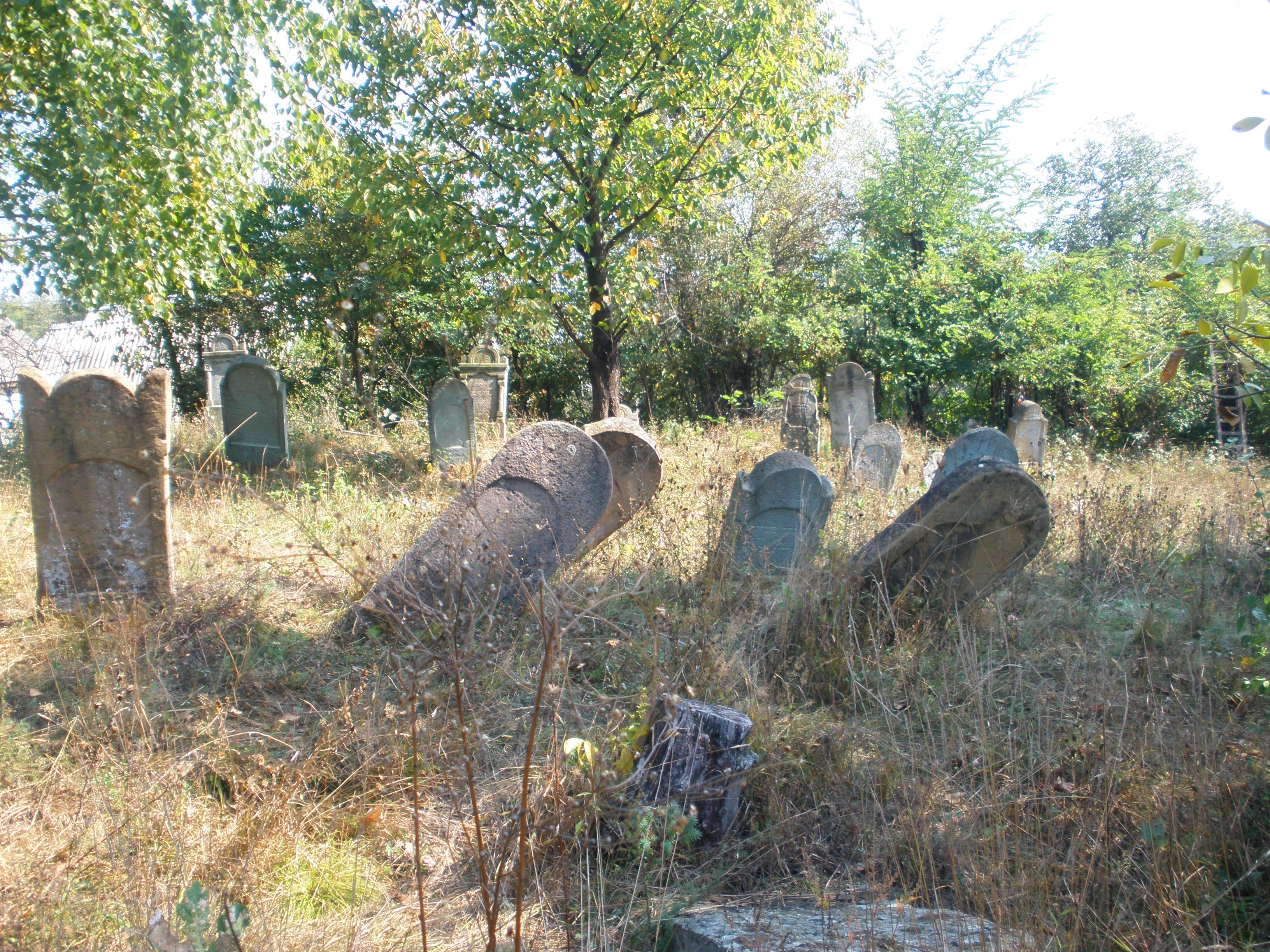
Cmentarz żydowski